# Chris Halliwell
 (août 2022).
Si vous disposez d'ouvrages ou d'articles de référence ou si vous connaissez des sites web de qualité traitant du thème abordé ici, merci de compléter l'article en donnant les références utiles à sa vérifiabilité et en les liant à la section « Notes et références ».
Pour les articles homonymes, voir Halliwell.
Chris Halliwell est un personnage de fiction issu de la série télévisée Charmed. Il est interprété par Drew Fuller.

## Biographie
Christopher Perry Halliwell est le second fils de Piper Halliwell et de Léo Wyatt. Il est né le 16 octobre 2004[réf. souhaitée] à San Francisco. Il est le petit frère de Wyatt. Il est revenu du futur pour empêcher que son grand frère devienne un être maléfique.
Chris arrive du futur lors de l'attaque des titans (Saison 5, épisode 22 : Le Choc des titans) afin de sauver en premier lieu ses tantes Phoebe et Paige, et devient, à la suite de cela, l'être de lumière des sœurs Halliwell, tandis que Léo devient fondateur.
Les sœurs ont un peu de mal à lui faire confiance, elles se méfient, car il refuse de dire quoi que ce soit concernant ses intentions. Il dit simplement qu'il veut protéger Wyatt, mais même celui-ci se montre méfiant et déploie son bouclier pour se protéger de Chris. Les sœurs seront sur leurs gardes jusqu'à ce qu'il sauve Wyatt de sorciers maléfiques qui voulaient l'enlever car ils voyaient en lui la réincarnation de leur dirigeant...
On lui connait, dans le futur, une relation amoureuse avec Bianca Adams, un Phénix. Phoebe découvre cette romance alors que Chris est souffrant, elle le ressent grâce à son don d'empathie lorsqu'il prononce le prénom de la jeune femme et ses soupçons sont confirmés lorsqu'elle voit la bague de fiançailles. On découvrira que Bianca est très amoureuse de Chris. Celle-ci passe un marché avec Wyatt qui la fait partir dans le passé, en échange de quoi elle doit lui ramener Chris. Ressentant un profond besoin de voir son fiancé, Bianca accepte avec la parole de Wyatt qu'il ne lui fera aucun mal. Après maintes tentatives qui restent vaines, Bianca finit par ramener Chris dans le Futur mais Wyatt ne tient pas parole et cherche à tuer Chris. Bianca se sacrifie alors pour le protéger. Chris pleura la mort de Bianca avant de se venger contre le Wyatt du futur.
Sa tante, Phoebe Halliwell, finit par découvrir son secret après une vision qui la projeta dans le futur : elle y verra Chris et Wyatt enfants ainsi que sa grossesse future. Paige Matthews, son autre tante l'apprendra aussi et toutes les deux, aideront Chris à « venir au monde » : ses deux parents étant séparés, ils doivent faire en sorte de les réunir afin que Chris reste dans le présent.
Les relations entre Léo et Chris sont difficiles : Chris lui en veut de n'avoir pas passé beaucoup de temps avec lui, de l'avoir en quelque sorte ignoré. Une confiance mutuelle et un amour père-fils s'installeront petit à petit après une période de froid. Quant à Piper, sa mère, il avait préféré ne pas se rapprocher d'elle afin de ne pas souffrir de son absence dans le futur, elle est morte alors qu'il n'avait que 14 ans, mais son grand-père Victor Bennett le convainquit de profiter de la situation pour être plus proche d'elle.
Chris repart pour le futur avec son père mais cela échoue à cause de Gidéon qui les envoie dans le monde inverse : le contraire du monde actuel, le bien devient le mal. Il reste dans le présent pour protéger Wyatt de Gidéon qui veut le tuer mais se fait tuer par ce dernier. Il disparaît du présent pour revenir à sa naissance en tant que bébé.
Au cours de la Saison 7, Léo reverra Chris lors de sa quête mystique pour se délivrer de ses peurs. Chris servira de guide à Léo dans les plus grands moments de sa vie et ira jusqu'à dire à Léo de ne pas culpabiliser à cause de sa mort. 
Lors de l'épisode final, Chris revient dans le passé accompagné de Wyatt après que Piper a changé le cours du temps car Wyatt a perdu ses pouvoirs depuis que Billie et Christy ont aspiré les pouvoirs du jeune sorcier sous l'emprise du Néant.

## Pouvoirs
- Télékinésie Orbing : La capacité de transporter des objets d'un endroit à un autre.
- Maîtrise de la lumière : La capacité de créer et de manipuler la lumière.
- Télékinésie : La capacité de déplacer des objets.
- Broyage : La capacité à créer une force autour d'un objet et de l'écraser
- Éclipse : La capacité de se téléporter d'un endroit à un autre.
- Détection : La possibilité de localiser des personnes.
- Multi-Langages : La capacité de comprendre, de parler, et de lire n'importe quelle langue.
- Guérison: La capacité de guérire des personnes
- Capacité de changer d'apparence.